# Aloe deltoideodonta
Aloe deltoideodonta är en grästrädsväxtart som beskrevs av John Gilbert Baker. Aloe deltoideodonta ingår i släktet Aloe och familjen grästrädsväxter.
Aloe deltoideodonta växer naturligt på Madagaskar.

## Underarter
Arten delas in i följande underarter:

- A. d. brevifolia
- A. d. candicans
- A. d. deltoideodonta
- A. d. fallax
- A. d. intermedia
- A. d. ruffingiana

## Bilder

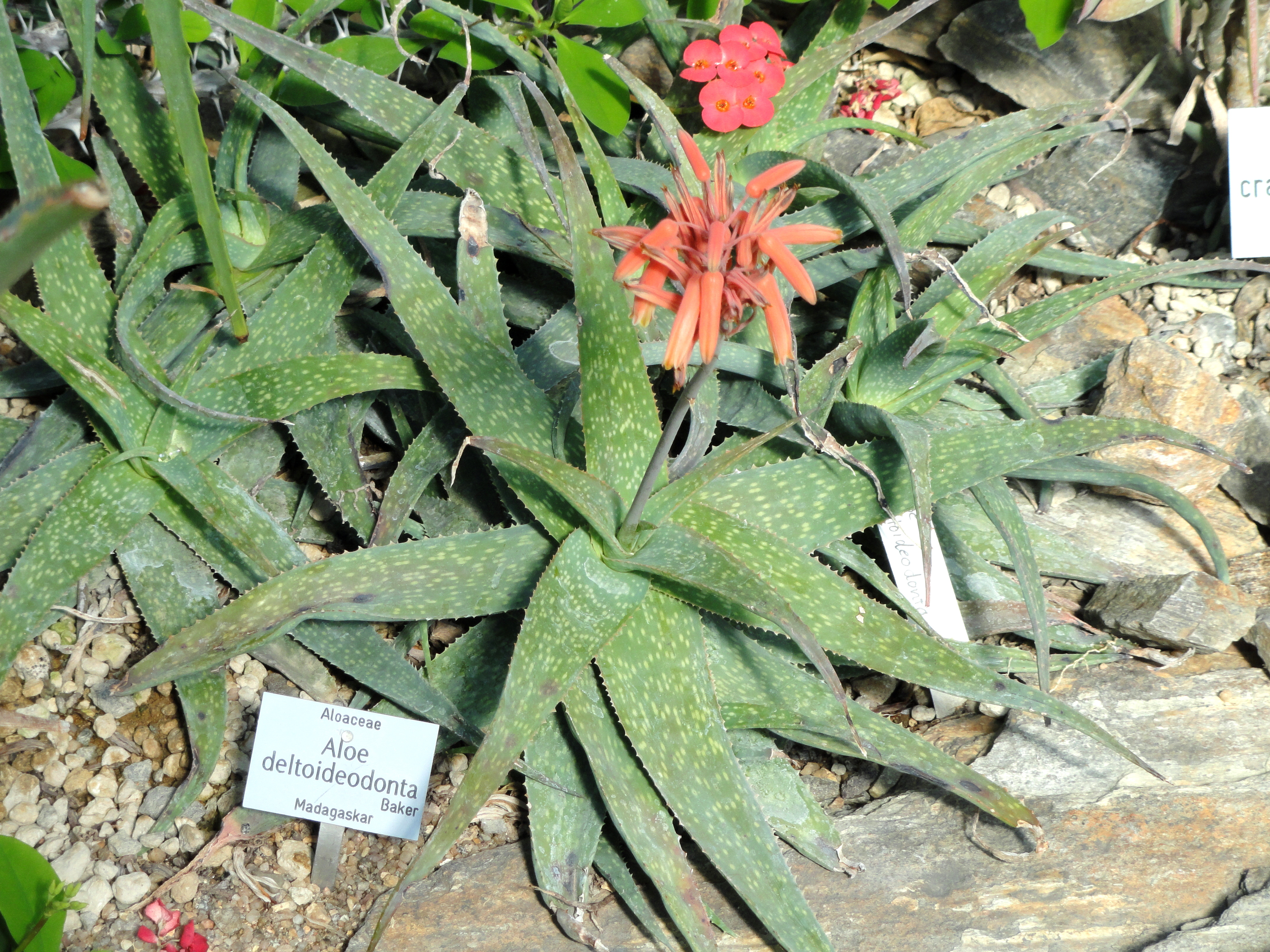
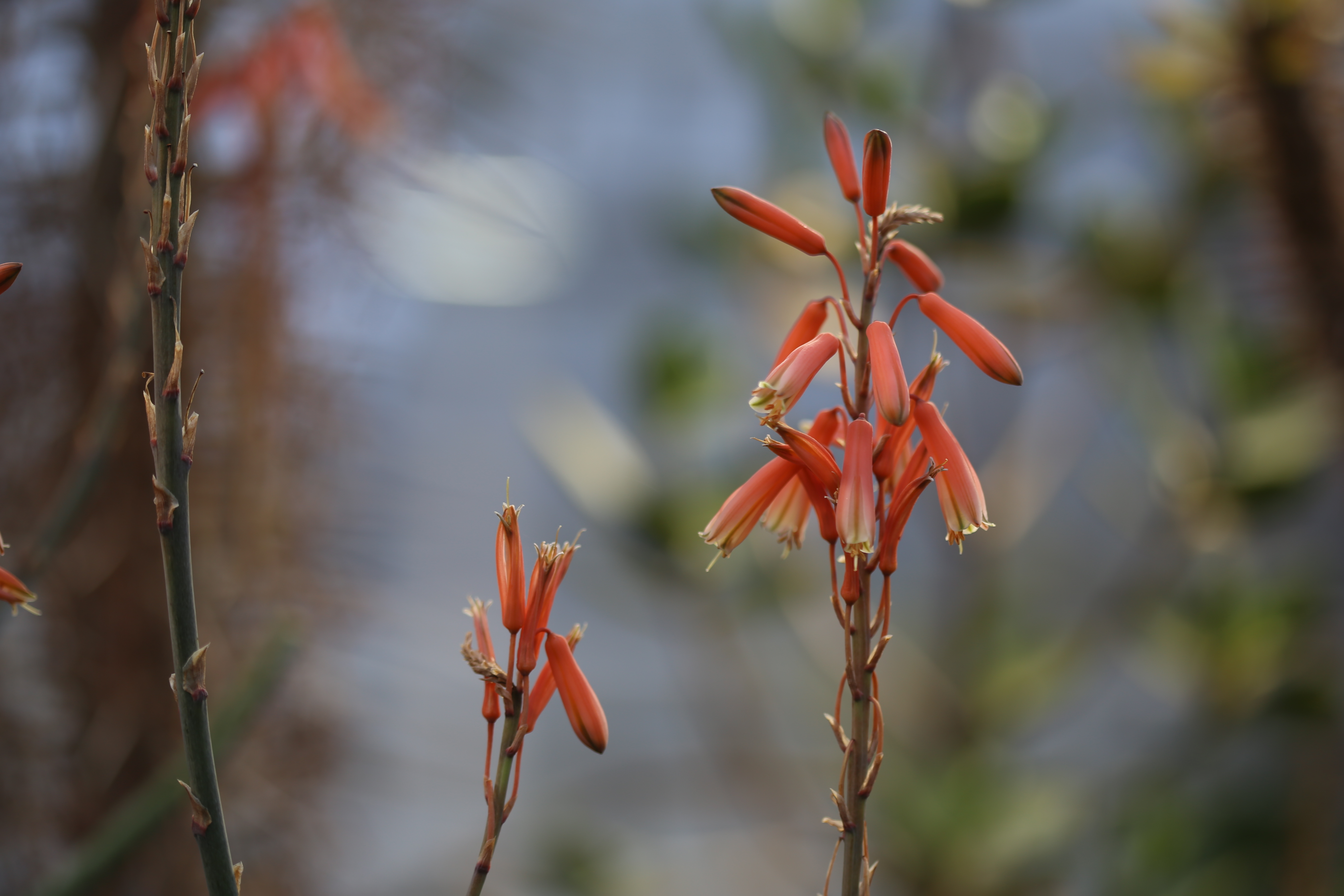
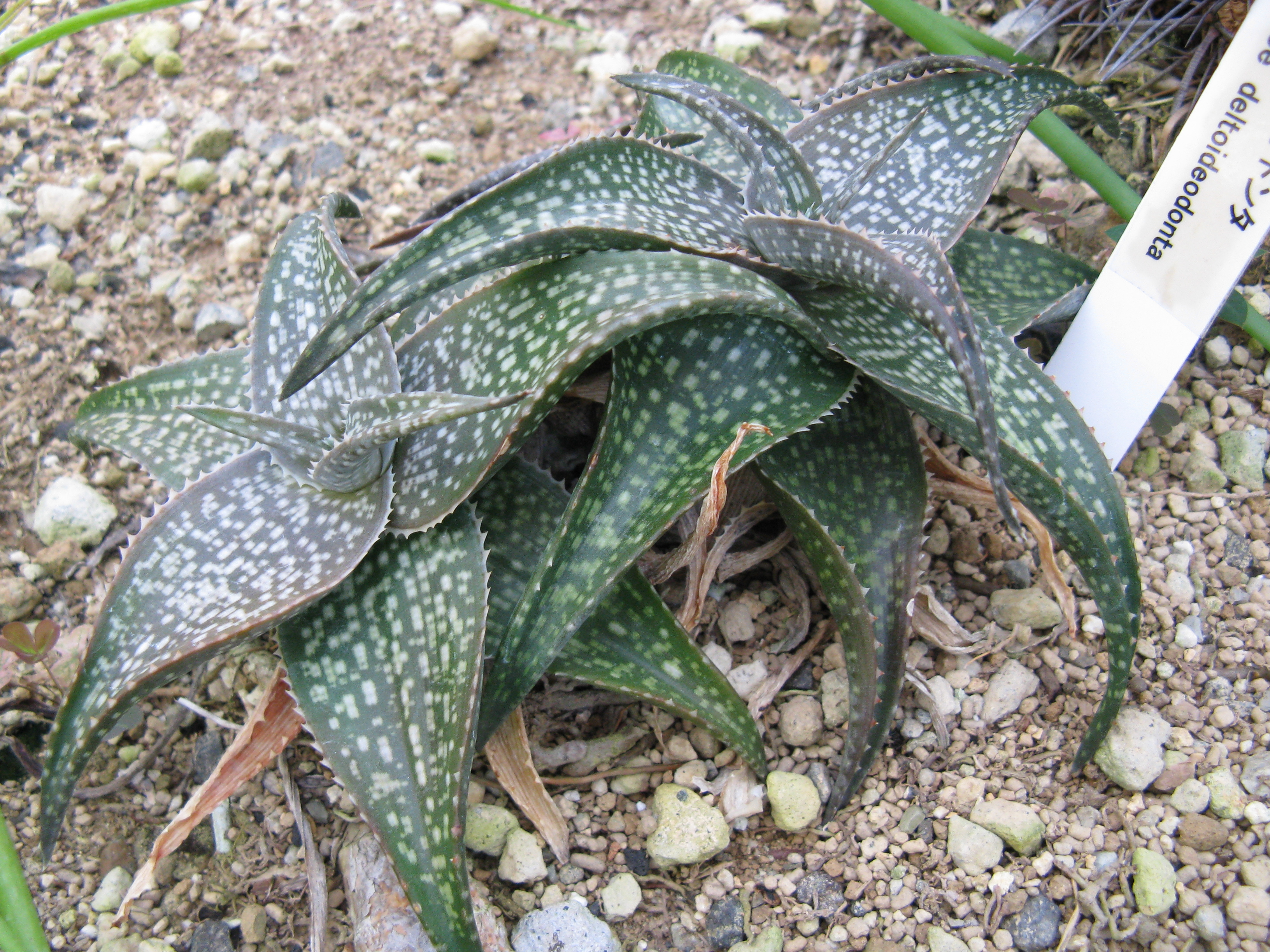
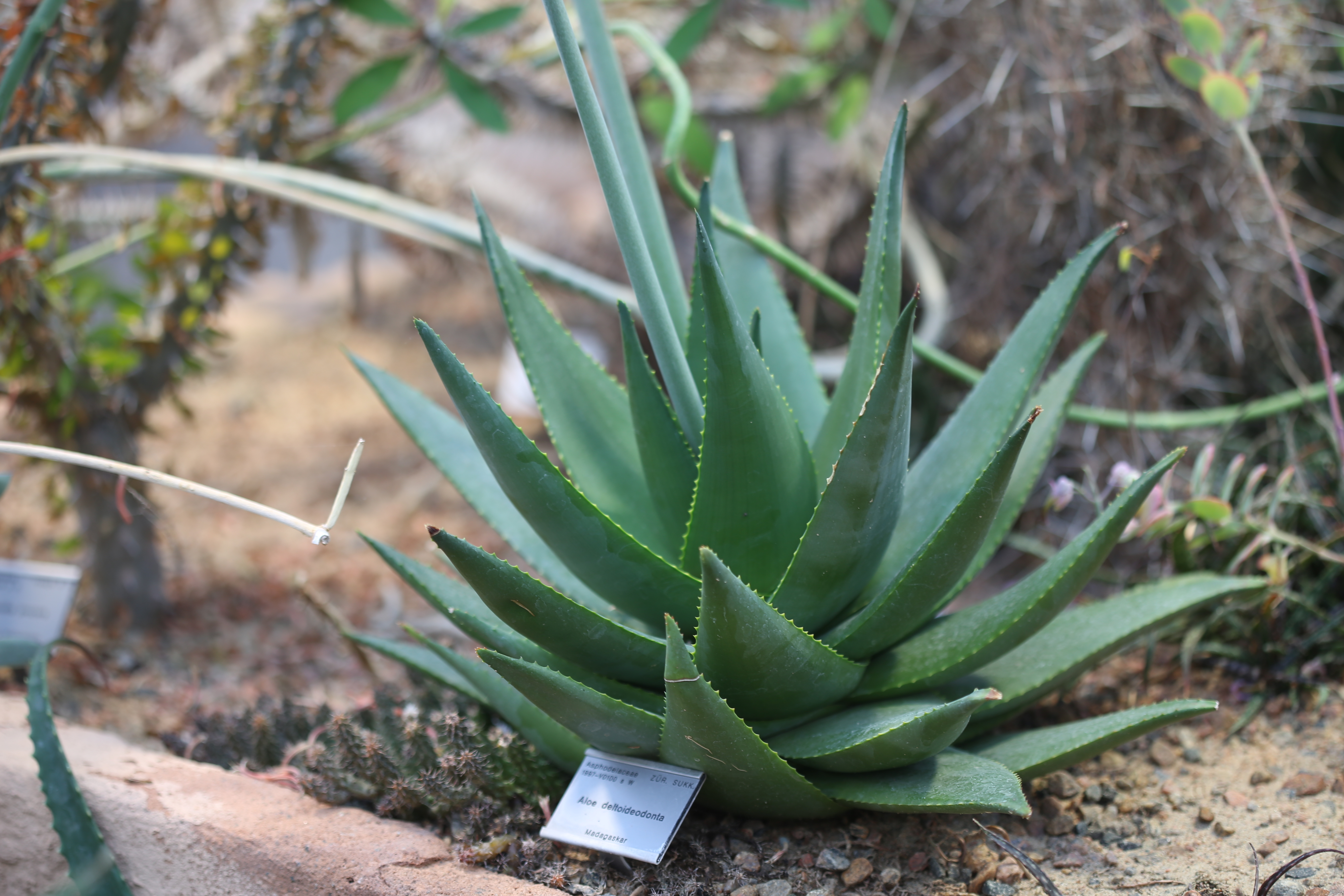